# Schifanoia
Schifanoia è una frazione del comune di Narni, in provincia di Terni.
Il paese si trova a circa 8 km dal capoluogo, in media collina ad un'altezza di 261 m s.l.m., ed è popolato da 40 abitanti nel centro storico (dati Istat del 2013: dati non ufficiali parlano di 148 abitanti compresa la zona moderna).

## Storia
Nella zona circostante è tuttora possibile trovare tracce di un antichissimo passato: molluschi fossili emergono dalle sabbie gialle, residui di un antico lago pliocenico, così come il dente (scaglia placoide) di un antico pesce, usato probabilmente in epoca preistorica come arma.
All'epoca romana risalgono lapidi, monete, iscrizioni e vasi in terracotta, così come le fondamenta di alcune abitazioni.
Il centro non viene nominato nei documenti antichi noti: l'origine del nome, tra le varie ipotesi, potrebbe essere longobarda e starebbe ad indicare la funzione di guardia dei pascoli (schiffa è la vedetta, nauda o noja è il pascolo).
Il castello di Schifanoia, sempre sottoposto a Narni, si apriva come sentinella avanzata sulla gola tra Poggio ed Otricoli ed era dominato da una massiccia torre del XIII secolo, crollata nel 1925. Del castello ancora rimangono i muri perimetrali e i resti di una torre minore vicino alla piazza centrale.

## Monumenti e luoghi d'interesse
- Resti del castello (XIII secolo), con elementi della cinta muraria e ruderi delle torri;
- Porta Nova, a sud, ricostruita dopo essere crollata nel 2005;
- Chiesa di S. Giovanni Battista (XIII secolo), in passato raggiungibile tramite delle scalette da Porta Nova. Contiene frammenti di affreschi risalenti al XIV e XV secolo;
- Chiesa di S. Michele Arcangelo (XI secolo), in stile romanico. Essa sorge sulle rovine di un'altra chiesa dell'VIII secolo. Secondo le leggende locali, il nome deriverebbe dalla sosta dell'Arcangelo fatta in quei luoghi. La pianta è piuttosto irregolare, con due fabbricati che si incontrano formando un angolo ottuso; il portale a tutto sesto è sovrastato da un rosone tondo. L'interno è costituito dall'aula abbaziale, da un corridoio di collegamento e dalla chiesa vera e propria. Alcuni affreschi nell'aula risalgono al XIII-XV secolo e raffigurano l'Ascensione di Cristo. Nell'abside invece sono raffigurati il narnese papa Giovanni XIII, Ottone I, la moglie Adelaide, la principessa Teofano e Ottone II, a ricordo del loro passaggio durante il tragitto da Roma alla Germania.

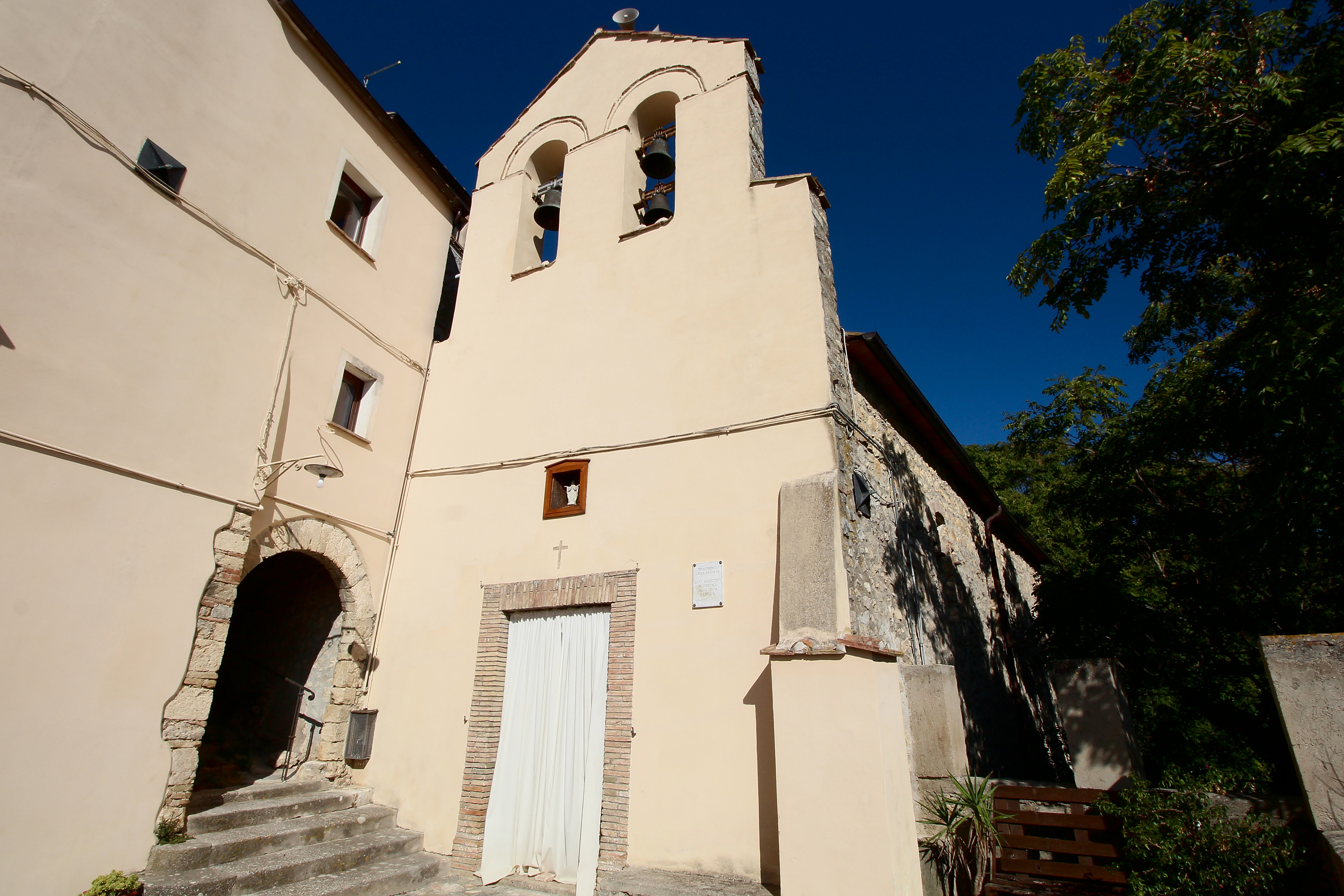
La chiesa di San Giovanni Battista
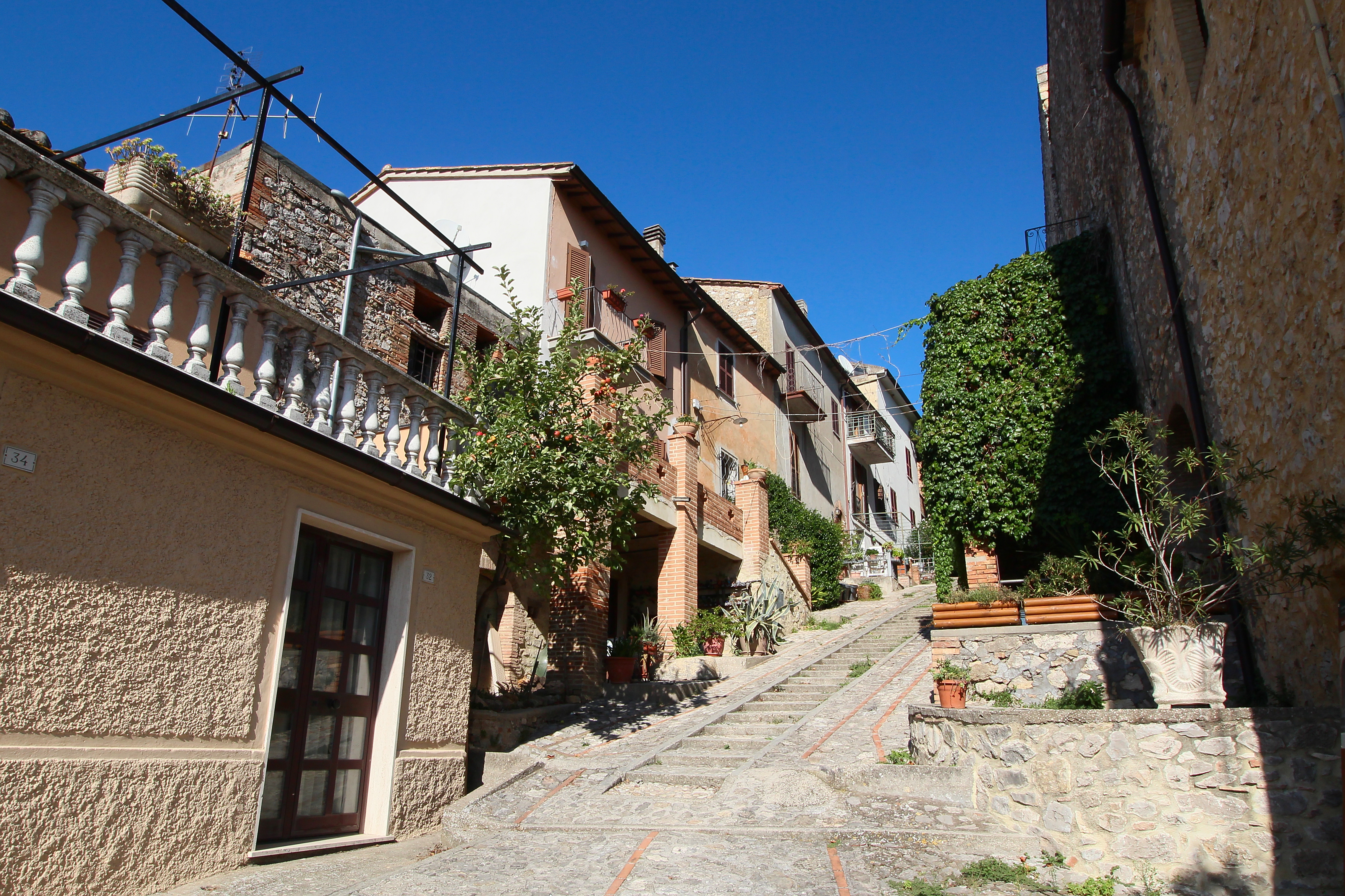
Il borgo di Schifanoia
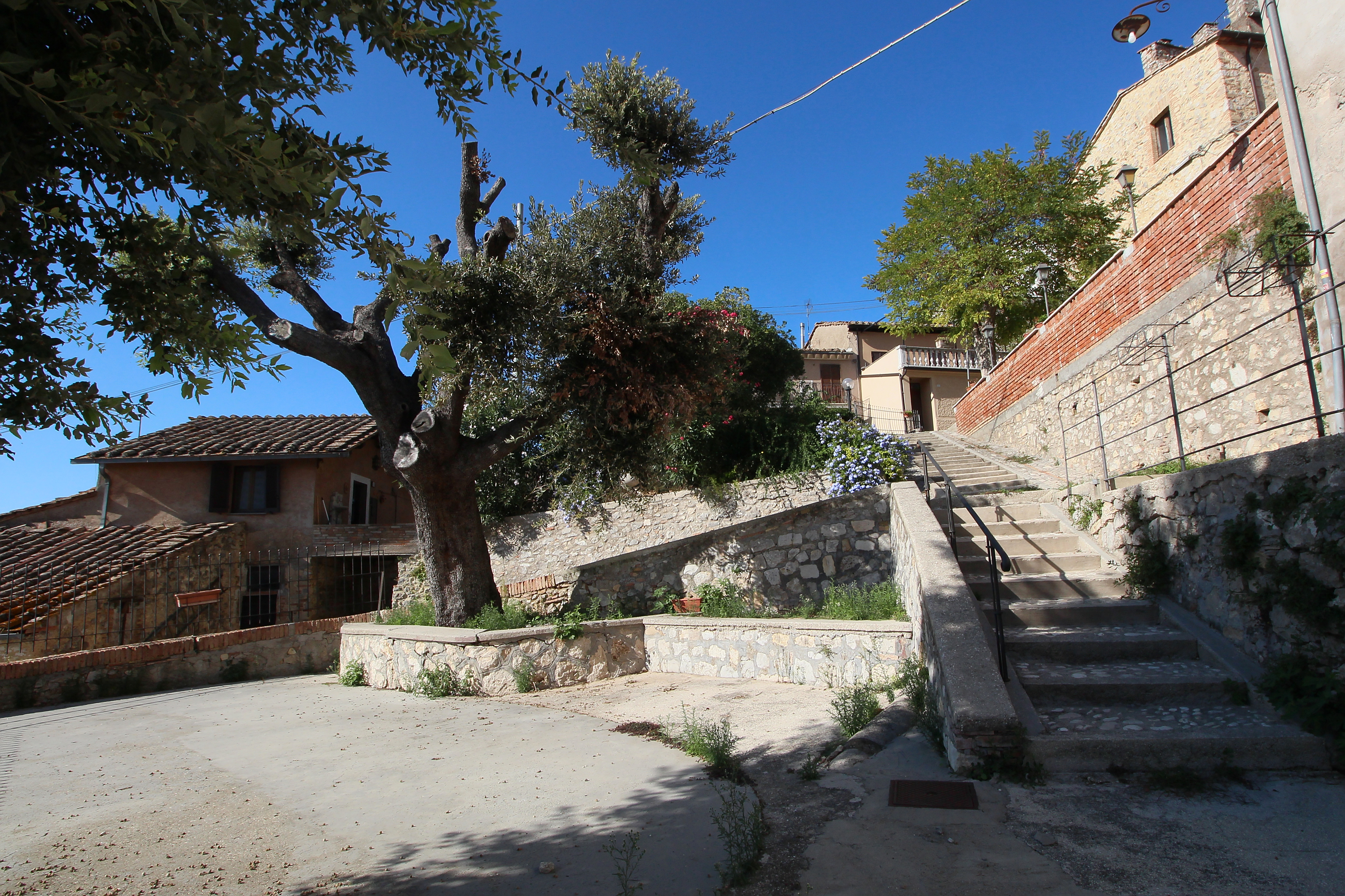
Il borgo di Schifanoia
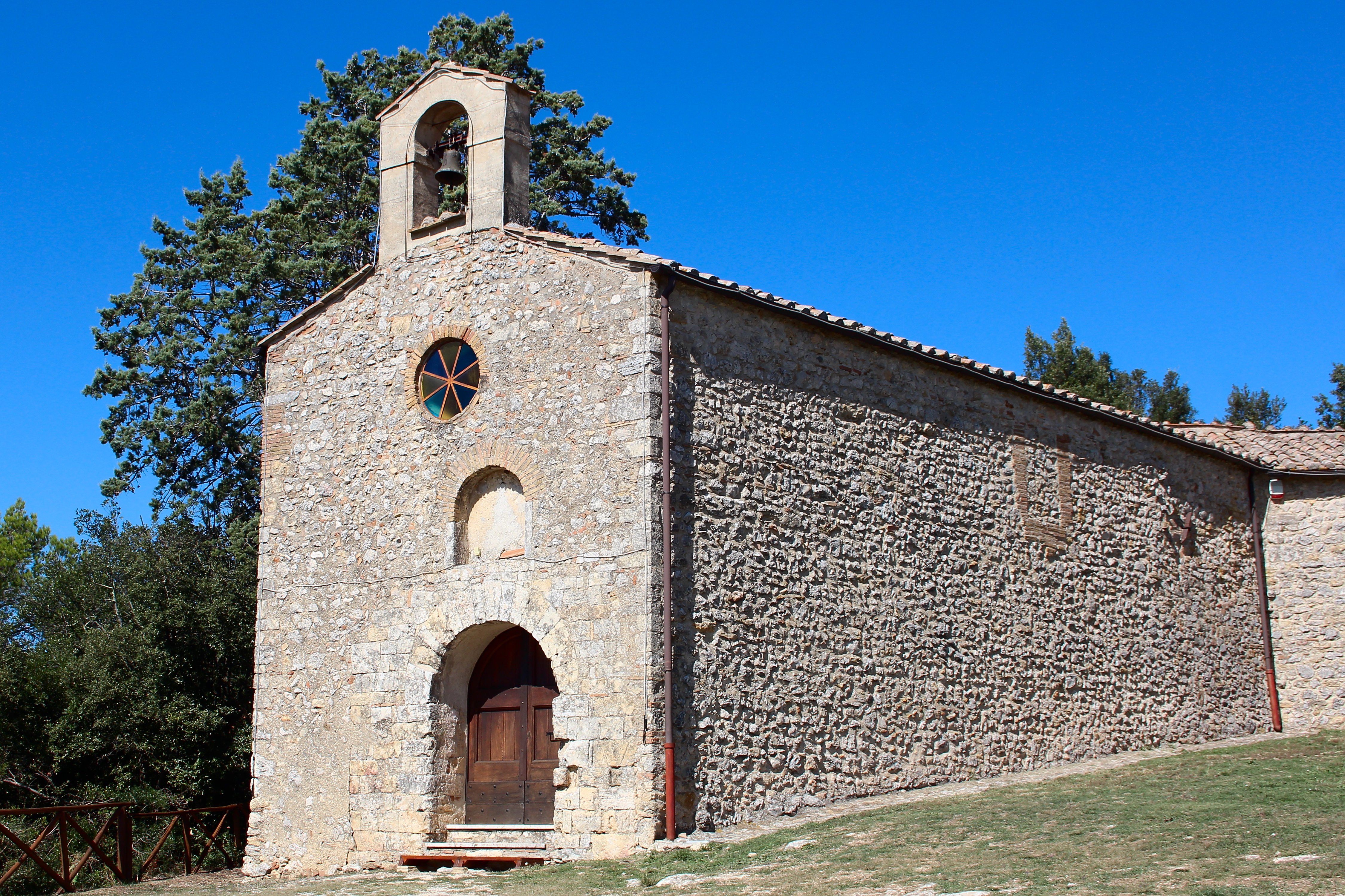
La chiesa di San Michele Arcangelo

## Sport
- Mountain bike: vi si svolge ogni anno una mediofondo che attira partecipanti da tutt'Italia.

### Associazioni sportive
- Associazione Sportiva 2000, su assportiva2000.it. URL consultato il 23 agosto 2007 (archiviato dall'url originale il 19 ottobre 2007).